# Lazăr din Betania
Sfântul Lazăr sau Lazăr din Betania (n. secolul I î.Hr., Bethany⁠(d), Cisiordania – d. 30 d.Hr.) este un personaj din Noul Testament. Sfântul Lazăr a fost chemat de Isus după ce a fost mort de patru zile. (Evanghelia după Ioan 11: 39 - 44).  
Sfântul Lazăr este patronul Catedralei din Autun.